# Limites da computação
Existem vários limites físicos e práticos para a quantidade de computação ou armazenamento de dados que podem ser realizados com uma determinada quantidade de massa, volume e energia:
- O limite de Bekenstein restringe a quantidade de informação que pode ser armazenada dentro de um volume esférico para a entropia de um buraco negro com a mesma área de superfície.
- A temperatura da radiação cósmica de fundo dá um limite inferior prático para a energia consumida para realizar cálculos de aproximadamente 4kT por mudança de estado, onde T é a temperatura de fundo (cerca de 3 kelvins), e k é a constante de Boltzmann. Enquanto que um aparelho pode ser resfriado para operar abaixo dessa temperatura, a energia gasta pelo resfriamento compensaria o benefício da menor temperatura de operação.
- O limite de Bremermann é a velocidade máxima computacional de um sistema auto-suficiente no universo material, e baseia-se em massa-energia contra restrições de incerteza quânticas.

Vários métodos tem sido propostos para a produção de aparelhos computacionais ou dispositivos de armazenamento de dados que se aproximam dos limites físicos e práticos:
- Uma estrela resfriada e em degeneração poderia concebivelmente ser usada como um aparelho gigante de armazenamento de dados, de maneira cuidadosa perturbando-a para vários estados animados, da mesma maneira que um átomo ou poço quântico é usado para estes propósitos. Tal estrela teria que ser construída artificialmente, já que nenhuma estrela em degeneração iria resfriar até tal temperatura por um tempo extremamente longo. Também é possível que nucleons na superfície de estrelas de nêutron poderiam formar complexas “moléculas”[1] que alguns sugeriram que poderia ser utilizado para propósitos computacionais,[2] criando um tipo de computrônio baseado em Femtotecnologia que poderia ser mais rápido e denso que o computrônio baseado em nanotecnologia.
- Pode ser possível utilizar um buraco negro como armazenamento de dados e/ou aparelho computacional, se um mecanismo prático para extração de informações contidas puder ser encontrado. Esta extração pode, a princípio, ser possível (a resolução proposta de Stephen Hawking para o paradoxo da informação em buracos negros). Isto alcançaria a densidade de armazenamento exatamente igual a do Limite de Bekenstein. O Professor Seth Lloyd calculou as habilidades computacionais de um “laptop supremo” formado pela compactação de um quilo de matéria num buraco negro de raio 1.485 × 10−27 metros, concluindo que duraria cerca de 10-19 segundos antes da evaporação, devido à Radiação de Hawking,mas que durante este breve período de tempo poderia computar numa taxa de 5 × 1050 operações por segundo, em última análise, realizando cerca de 1032 operações em 1016 bits. Lloyd observa que “Curiosamente, embora este cálculo hipotético é executado em densidades e velocidades elevadíssimas, o número total de bits disponíveis para serem processados não está longe do número disponível para os computadores atuais que operam num ambiente familiar.”[3]